# Black Mark Production
Black Mark Production är ett svenskt skivbolag grundat 1981 av Börje Forsberg för att släppa Bathorys första skiva. Börje Forsberg var pappa till frontmannen Thomas Forsberg. Han hade egentligen skivbolaget Tyfon, som framförallt gav ut dansbandsskivor, när sonen bad att få göra en skiva med sitt band.
Skivbolaget har varit med om att signa flera betydelsefulla band inom den svenska extremmusik-scenen. Dess huvudsakliga inkomstkälla har dock alltid varit Bathory och dess status som pionjär i black metal-scenen. Bland andra band som har givit ut skivor på etiketten finns Edge of Sanity, Morgana Lefay, Lake of Tears och Nightingale. Bolaget har under större delen av sin existens drivits av Börje Forsberg och är idag lokaliserat i Bruzaholm.